# Antoine de Lumbres
Antoine de Lumbres, född under de sista åren av 1500-talet (1598) i byn Licques nära Calais, död den 14 maj 1676 på sitt slott Longvillers (departementet Calvados), var en fransk diplomat.
Lumbres, som var civil ämbetsman, följde 1645 hertigen av Longueville till kongressen i Münster och var 1646–1650 resident i Liège med uppgift att där skapa ett starkt franskt parti. År 1655 skickades han att skaffa Frankrike allianser i Tyskland (underhandlade 1655–1656 med kurfursten av Brandenburg) och att, jämte Charles d'Avaugour, söka förmå Sverige och Polen till fred, och under hans medling slöts mellan dem freden i Oliva (1660). Han stannade till 1665 i Polen, arbetande för den store Condés son hertigens av Enghien kandidatur till polska kronan, och residerade 1665–1666 i Braunschweig.